# Ramiro Prialé
Ramiro Prialé Prialé (Huancayo, Perú, 6 de enero de 1904 - Lima, 25 de febrero de 1988) fue un abogado, educador y político peruano. Dirigente del Partido Aprista Peruano, fue senador por Junín (1945-1948, 1963-1968 y 1980-1988); diputado constituyente del Perú (1978-1979) y Presidente del Senado (1964-1965 y 1987-1988).

## Biografía
Nació en Huancayo, el 6 de enero de 1904. Fue hijo de Pedro Sixto Prialé Ráez y de Edelmira Prialé Morales. Hizo sus estudios escolares en el Colegio Nacional Santa Isabel de Huancayo. Contrajo matrimonio con Carmen Luzmila Jaime Torres, con quien tendría cinco hijos: Ramiro Alfonso, Raquel Edelmira, Pedro José, Víctor Gustavo y Carmen Luzmila. Con su primer hijo viajó a Lima para seguir estudios de Derecho en la Universidad Nacional Mayor de San Marcos.

## Participación política
Fue fundador del Partido Aprista Peruano junto a Víctor Raúl Haya de la Torre siendo uno de sus líderes históricos. Fue elegido senador por su natal Junín en las elecciones de 1945, 1963, 1980 y 1985. Fue mentor y maestro de numerosos dirigentes de distintas generaciones como Alberto Valencia Cárdenas, Gilmer Calderón Cuenca, José Barsallo Burga, Melitón Arce, Carlos Roca y los destacados dirigentes actuales Mercedes Cabanillas Presidente del Congreso del 2006-2007.
Perseguido político, deportado y preso político por más de trece años por sus convicciones.

## Logros políticos
Tiene entre sus logros políticos la creación el Frente Democrático Nacional en 1945[cita requerida] y la Coalición del Pueblo en 1956[cita requerida].

## Tras su muerte
A su muerte, la presidencia del Senado fue asumida por el primer vicepresidente Jorge Lozada Stanbury.

## Homenajes
Una autopista de la capital y trece calles de diversos distritos de Lima llevan su nombre, así como parques, plazas, cooperativas de abastos, transporte, escuelas e institutos de educación en buena parte del territorio peruano. Por otro lado en Pasos Perdidos, la sala principal del Congreso Peruano, hay un busto en su honor. En el Cementerio General de Huancayo existe un cenotafio en su honor.